# Sierra de Guadalupe (metrostation)
Sierra de Guadalupe is een metrostation in de Spaanse hoofdstad Madrid. Het station werd geopend op 3 maart 1999 en wordt bediend door lijn 1 van de metro van Madrid.